# Charmes (Côte-d’Or)
Charmes ist eine französische Gemeinde mit 119 Einwohnern (Stand 1. Januar 2022) im Département Côte-d’Or in der Region Bourgogne-Franche-Comté. Sie gehört zum Arrondissement Dijon und zum Kanton Saint-Apollinaire.

## Geographie
Der Fluss Bèze fließt östlich der Gemeinde. Umgeben wird Charmes von den Gemeinden Bézouotte im Nordwesten, von Jancigny im Osten, von Marandeuil im Süden und von Cuiserey im Westen.

## Bevölkerungsentwicklung
| Jahr                       | 1962 | 1968 | 1975 | 1982 | 1990 | 1999 | 2008 | 2013 | 2019 |
| Einwohner                  | 73   | 85   | 70   | 89   | 108  | 108  | 123  | 133  | 127  |
| Quellen: Cassini und INSEE |      |      |      |      |      |      |      |      |      |